# 伊東昭光
伊東昭光（1963年4月2日—）為日本的棒球選手，出生於東京都江戶川區。他曾效力於日本職棒東京養樂多燕子隊，守備位置為投手，1998年退休，生涯通算87勝。